# Łabonarski Park Regionalny
Łabonarski Park Regionalny (lit. Labanoro regioninis parkas) - park regionalny na Litwie, położony we wschodniej Auksztocie. Utworzony został 24 września 1992 r. i obejmuje powierzchnię 55 344 ha.